# Amszterdami szerződés
Az amszterdami szerződés az európai integráció alapvető szerződéseinek egyike, amit 1997. október 2-án írtak alá, és 1999. május elsején lépett hatályba.
A Európai Unió (EU) tagállamai 1996-ban kormányközi konferenciát hívtak össze a maastrichti szerződés felülvizsgálására. Az EU megteremtésével túlságosan nagy lépést tett az európai integráció, és szükség volt az intézményrendszer hatékonyságának és demokratikus működésének újragondolására. Az EU keleti bővítése akár 10-14 új tagot jelenthetett.

## A változtatások
Az amszterdami szerződés fontos előrelépéseket hozott a közös kül- és biztonságpolitika területén (közös stratégiák, konstruktív tartózkodás). A legjelentősebb haladást a bel- és igazságügyi együttműködés közösségiesítésében érték el. A menekültügyi és bevándorlási politikát, a külső és belső határellenőrzést, valamint az igazságügyi együttműködést polgári jogi ügyekben átemelték az Unió három pillére közül a harmadikból az elsőbe. A schengeni egyezményt beemelték az EU intézményi keretébe. A harmadik pillér fennmaradó részében pedig megerősítették a rendőri és bűnügyi együttműködést. Szintén említésre méltó, hogy Amszterdamban sikerült elérni a foglalkoztatási politika közösségi szintre emelését. A döntéshozatali és intézményi reformok területén azonban a szerződés csalódást keltett, a lényeges döntéseket ezen a területen lényegében véve elnapolták – ez az ún. „amszterdami maradék” (később egy kormányközi konferencia, a nizzai szerződés, az Európai Konvent és egy újabb kormányközi konferencia foglalkoznak még a kérdéssel).

## Aláírások
|            |               |                    |               |             |          |             |           |           |
| Belgium    | Dánia         | Finnország         | Franciaország | Görögország | Írország | Olaszország | Luxemburg | Hollandia |
|            |               |                    |               |             |          |             |           |           |
| Portugália | Spanyolország | Egyesült Királyság | Svédország    | Németország | Ausztria |             |           |           |

| Aláírva Hatályban Szerződés   | 1948 Brüsszeli szerződés                                    | 1951 1952 Párizsi szerződés                 | 1954 1955 A brüsszeli szerződés módosítása  | 1957 1958 Római szerződés                   | 1965 1967 Egyesítő szerződés                | 1975 Az Európai Tanács döntése          | 1986 1987 Egységes Európai Okmány       | 1992 1993 Maastrichti szerződés         | 1992 1993 Maastrichti szerződés | 1997 1999 Amszterdami szerződés | 2001 2003 Nizzai szerződés | 2007 2009 Lisszaboni szerződés | 2007 2009 Lisszaboni szerződés |  |  |  |  |  |  |  |  |
|                               |                                                             |                                             |                                             |                                             |                                             |                                         |                                         |                                         |                                 |                                 |                            |                                |                                |  |  |  |  |  |  |  |  |
| Az Európai Unió három pillére |                                                             |                                             |                                             |                                             |                                             |                                         |                                         |                                         |                                 |                                 |                            |                                |                                |  |  |  |  |  |  |  |  |
| Európai Közösségek            |                                                             |                                             |                                             |                                             |                                             |                                         |                                         |                                         |                                 |                                 |                            |                                |                                |  |  |  |  |  |  |  |  |
|                               | Európai Atomenergia Közösség (EURATOM)                      |                                             |                                             |                                             |                                             |                                         |                                         |                                         |                                 |                                 |                            |                                |                                |  |  |  |  |  |  |  |  |
|                               |                                                             |                                             | Európai Szén- és Acélközösség (ESZAK)       | Európai Szén- és Acélközösség (ESZAK)       | Európai Szén- és Acélközösség (ESZAK)       | A szerződés 2002-ben hatályát vesztette | A szerződés 2002-ben hatályát vesztette | A szerződés 2002-ben hatályát vesztette |                                 | Európai Unió (EU)               | Európai Unió (EU)          |                                |                                |  |  |  |  |  |  |  |  |
|                               |                                                             |                                             | Európai Gazdasági Közösség (EGK)            | Európai Gazdasági Közösség (EGK)            | Európai Gazdasági Közösség (EGK)            |                                         |                                         | Európai Közösség (EK)                   | Európai Közösség (EK)           | Európai Unió (EU)               | Európai Unió (EU)          |                                |                                |  |  |  |  |  |  |  |  |
|                               |                                                             | TREVI-csoport                               | TREVI-csoport                               | Bel- és igazságügyi együttműködés (JHA)     |                                             |                                         |                                         | Európai Közösség (EK)                   | Európai Közösség (EK)           | Európai Unió (EU)               | Európai Unió (EU)          |                                |                                |  |  |  |  |  |  |  |  |
|                               | Rendőri és igazságügyi együttműködés büntetőügyekben (PJCC) | TREVI-csoport                               | TREVI-csoport                               | Bel- és igazságügyi együttműködés (JHA)     |                                             |                                         |                                         |                                         |                                 | Európai Unió (EU)               | Európai Unió (EU)          |                                |                                |  |  |  |  |  |  |  |  |
|                               | Európai Politikai Együttműködés (EPE)                       | Közös kül- és biztonságügyi politika (KKBP) | Közös kül- és biztonságügyi politika (KKBP) | Közös kül- és biztonságügyi politika (KKBP) | Közös kül- és biztonságügyi politika (KKBP) |                                         |                                         |                                         |                                 | Európai Unió (EU)               | Európai Unió (EU)          |                                |                                |  |  |  |  |  |  |  |  |
| Konszolidálatlan szervezetek  | Konszolidálatlan szervezetek                                | Nyugat-európai Unió (NYEU)                  | Nyugat-európai Unió (NYEU)                  | Nyugat-európai Unió (NYEU)                  | Nyugat-európai Unió (NYEU)                  | Nyugat-európai Unió (NYEU)              |                                         |                                         |                                 |                                 | Európai Unió (EU)          |                                |                                |  |  |  |  |  |  |  |  |
| Konszolidálatlan szervezetek  | Konszolidálatlan szervezetek                                | Nyugat-európai Unió (NYEU)                  | Nyugat-európai Unió (NYEU)                  | Nyugat-európai Unió (NYEU)                  | Nyugat-európai Unió (NYEU)                  | Nyugat-európai Unió (NYEU)              | Feloszlatva 2010-ben                    |                                         |                                 |                                 |                            |                                |                                |  |  |  |  |  |  |  |  |
|                               |                                                             |                                             |                                             |                                             |                                             |                                         |                                         |                                         |                                 |                                 |                            |                                |                                |  |  |  |  |  |  |  |  |